# 第47回ヴェネツィア国際映画祭
第47回ヴェネツィア国際映画祭は、1990年9月4日から9月14日にかけて開催された。

## 上映作品

### コンペティション部門
| 日本語題                                   | 原題                                | 監督                               | 製作国           |
| ------------------------------------------ | ----------------------------------- | ---------------------------------- | ---------------- |
|                                            | Распад                              | ミハイル・ボリコフ                 | ソビエト連邦     |
|                                            | La luna en el espejo                | シルヴィオ・カイオッシィ           | チリ             |
| エンジェル・アット・マイ・テーブル         | An Angel at My Table                | ジェーン・カンピオン               | ニュージーランド |
|                                            | Tracce di vita amorosa              | ピーター・デル・モンテ             | イタリア         |
|                                            | S'en fout la mort                   | クレール・ドニ                     | フランス         |
|                                            | Mathilukal                          | アドゥール・ゴーパーラクリシュナン | インド           |
|                                            | Spieler                             | ドミニク・グラフ                   | ドイツ           |
|                                            | Ahavata Ha'ahronah Shel Laura Adler | エイブラハム・ヘフラー             | イスラエル       |
| あげまん                                   | あげまん                            | 伊丹十三                           | 日本             |
| ミスター＆ミセス・ブリッジ                 | Mr. & Mrs. Bridge                   | ジェームズ・アイヴォリー           | イギリス         |
| コンタクト・キラー                         | I Hired a Contract Killer           | アキ・カウリスマキ                 | フィンランド     |
|                                            | Karartma geceleri                   | ユスフ・クルチャンニ               | トルコ           |
| モ'・ベター・ブルース                      | Mo' Better Blues                    | スパイク・リー                     | アメリカ合衆国   |
|                                            | Edinstveniyat svidetel              | ミハイル・パンドルスキー           | ブルガリア       |
|                                            | Ragazzi fuori                       | マルコ・リージ                     | イタリア         |
|                                            | Sirup                               | ヘレ・リスリンゲ                   | デンマーク       |
| グッドフェローズ                           | Goodfellas                          | マーティン・スコセッシ             | アメリカ合衆国   |
| ローゼンクランツとギルデンスターンは死んだ | Rosencrantz & Guildenstern Are Dead | トム・ストッパード                 | イギリス         |
|                                            | Pozegnanie jesieni                  | マリウシュ・トレリンスキ           | ポーランド       |
|                                            | L'africana                          | マルガレーテ・フォン・トロッタ     | ドイツ           |
|                                            | Martha et moi                       | イジー・ワイス                     | オーストリア     |

## 審査員
- ゴア・ヴィダル （ アメリカ合衆国/作家）
- マリア・ルイサ・ベンベルグ （ アルゼンチン/脚本家、映画監督）
- エドゥアルド・ブルーノ （ イタリア/彫刻家）
- ジル・ジャコブ （ フランス/映画祭プロデューサー）
- キラ・ムラートワ （ ウクライナ/映画監督）
- オマル・シャリーフ （ エジプト/俳優）
- ウラ・シュテックル （ ドイツ/映画監督）
- アンナ・レーナ・ウィボム （ スウェーデン/プロデューサー）
- アルベルト・ラットゥアーダ （ イタリア/映画監督）

## 受賞結果
- 金獅子賞：『ローゼンクランツとギルデンスターンは死んだ』（トム・ストッパード）
- 銀獅子賞：マーティン・スコセッシ （『グッドフェローズ』）
- 審査員特別大賞：『エンジェル・アット・マイ・テーブル』（ジェーン・カンピオン）
- 男優賞：オレグ・ボリーソフ （『Edinstveniyat svidetel』）
- 女優賞：グロリア・ムンチマイヤー （『La luna en el espejo』）
- 脚本賞：ヘレ・リスリンゲ （『Sirup』）
- 撮影賞：マウロ・マルケッティ （『Ragazzi fuori』）
- 編集賞：ドミニク・オーヴレイ （『S'en fout la mort』）
- 音楽賞：ヴァレリー・ミロヴァンスキー （『Edinstveniyat svidetel』）
- 上院議会金メダル：『Распад』（ミハイル・ボリコフ）
- 観客賞：『グッドフェローズ』（マーティン・スコセッシ）